# 李敬玄
李 敬玄（り けいげん、615年 - 682年）は、唐代の官僚・政治家。本貫は亳州譙県。

## 経歴
穀州長史の李孝節の子として生まれた。群書を広く読み、特に五礼を得意とした。貞観末年、高宗が皇太子となると、敬玄は馬周に推薦され、崇賢館に召し入れられた。侍読を兼ね、御書を借りて読んだ。乾封元年（666年）、西台舎人・弘文館学士に転じた。総章2年（669年）、西台侍郎に進み、太子右庶子・同東西台三品を兼ね、検校司列少掌伯（吏部侍郎）を兼ねた。ときに吏部員外郎の張仁禕に時務の才能があったことから、敬玄は諸曹の事務を張仁禕に委ねた。また敬玄は杭州参軍の徐太玄が免官されて、十数年登用されていないと知ると、徐太玄を鄭州司功参軍に抜擢した。
咸亨2年（671年）、余官はもとのまま、中書侍郎に任じられた。咸亨3年（672年）、太子右庶子・同中書門下三品を兼ねたまま、銀青光禄大夫の位を加えられ、吏部侍郎を代行した。咸亨4年（673年）、監修国史をつとめた。上元2年（675年）、太子左庶子・監修国史・同中書門下三品を兼ねたまま、吏部尚書に任じられた。敬玄は長らく官吏の選挙の事務にあったことから、多くの人士が集まってきた。前後三回妻をめとったが、いずれも山東の士族の出身であった。儀鳳元年（676年）、中書令となり、趙国公に封じられた。
調露2年（680年）、吐蕃の侵入があった。敬玄は劉仁軌と合わず、西辺の鎮守に赴くよう劉仁軌に奏請された。敬玄はもともと軍事の才がないことから、固辞した。高宗に許されず、敬玄は洮河道大総管となり、安撫大使を兼ね、検校鄯州都督をつとめ、兵を率いて吐蕃の防御にあたることになった。副将の劉審礼が先鋒として吐蕃を防いだが、敬玄は吐蕃軍が来攻したと聞くと、狼狽して逃走した。このため劉審礼には後詰めがなく、陣没した。まもなく敬玄には鄯州の防御にとどまるよう勅命があったが、敬玄は病と称して重ねて上表し、長安に帰って医療を受けたいと請願して許された。入朝して高宗に詐病を見抜かれ、衡州刺史に左遷された。しばらくして揚州大都督府長史に転じた。永淳元年（682年）、死去した。享年は68。兗州都督の位を追贈された。諡は文憲といった。著書に『礼論』60巻・『正論』3巻・文集30巻があった。

## 子女
- 李思沖（神龍元年に工部侍郎・左羽林軍将軍を歴任し、節愍太子李重俊の起兵に従って敗れて殺害された）[7][8]
- 李守一（郫県県令）[8]

## 伝記資料
- 『旧唐書』巻81 列伝第31
- 『新唐書』巻106 列伝第31